# Er Yoc'h
Er Yoc'h ou er Yoh est un ilot situé à proximité de la côte de l'île d'Houat, dans le Morbihan, en France. À marée basse, il est relié par un isthme sableux à la plage du Gouret.

## Géographie
Er Yoc'h fait partie de l'archipel de Houat, au large de la côte du Morbihan. L'ilot est situé à une centaine de mètres au sud-est de la pointe d'En Tal, au nord-est de l'île d'Houat. Administrativement, il fait partie de la commune de l'Île-d'Houat.
L'ilot culmine à 22 m au-dessus du niveau de la mer.

## Historique
Le site a été fouillé en 1924-1925 par Zacharie Le Rouzic.

## Description
L'ilot renferme des vestiges préhistoriques, notamment un campement de la fin du IVe millénaire av. J.-C. qui contenait de nombreux restes de céramiques et d'ossements de faune. Ils attestent de l'importance de cette occupation, peut-être provisoire, pour chasser les phoques, alors nombreux dans la région.

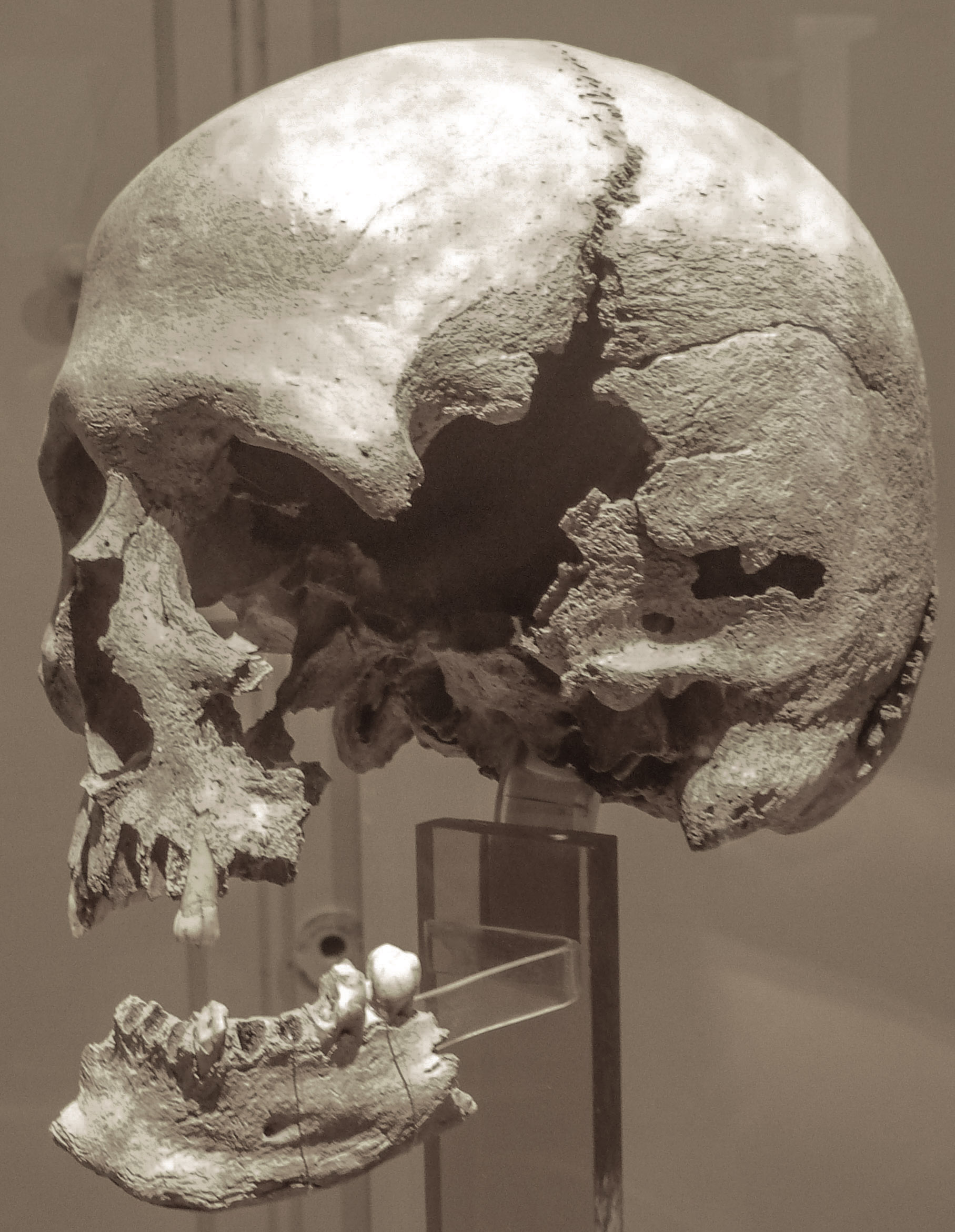
Tête d'homme trouvée sur l'ilôt d'Er Yoc'h (fouille de Zacharie Le Rouzic faite en 1924-1925, Musée de préhistoire de Carnac).

## Protection
L'îlot fait l’objet d’un classement au titre des monuments historiques depuis 1927.

### Webographie
- Ressource relative à l'architecture :   - Mérimée
- Chasse au phoque à la fin du Néolithique à Er Yoc’h (Houat, Morbihan) par Katerine Boyle